# Madagassische Badmintonmeisterschaft
Die Madagassischen Badmintonmeisterschaften sind die nationalen Meisterschaften von Madagaskar im Badminton. Sie werden seit den 1990er Jahren ausgetragen und sind damit eine der jüngsten nationalen Titelkämpfe im Badminton.

## Die Meister
| Saison    | Herreneinzel           | Dameneinzel             | Herrendoppel                                | Damendoppel                                   | Mixed                                     |
| --------- | ---------------------- | ----------------------- | ------------------------------------------- | --------------------------------------------- | ----------------------------------------- |
| vor 2008  | keine Daten            | keine Daten             | keine Daten                                 | keine Daten                                   | keine Daten                               |
| 2008      | Haja Vonjinirina Marc  |                         |                                             |                                               |                                           |
| 2009      | Haja Vonjinirina Marc  |                         |                                             |                                               |                                           |
| 2010      | Haja Vonjinirina Marc  | Fenohasina Rakotomalala | Tolotra Marc Haja Vonjinirina Marc          | Fenohasina Rakotomalala Stéphanie Rajerison   | Haja Vonjinirina Marc Stéphanie Rajerison |
| 2012      | Tolotra Marc           | Stéphanie Rajerison     | Tolotra Marc Aina Vonjinirina Marc          | Fenohasina Rakotomalala Stéphanie Rajerison   |                                           |
| 2013      | Hery Zo Rakotoharinivo |                         |                                             |                                               |                                           |
| 2014 2016 | keine Daten            | keine Daten             | keine Daten                                 | keine Daten                                   | keine Daten                               |
| 2017      | Hery Zo Rakotoharinivo | Soariniaina Razanamaly  | Haja Vonjinirina Marc Aina Vonjinirina Marc | Voahangy Rasolomanana Sahondra Ramanandraisoa | Haja Vonjinirina Marc                     |
| 2018 2024 | keine Daten            | keine Daten             | keine Daten                                 | keine Daten                                   | keine Daten                               |